# Piotr Niedźwiedzki (koszykarz)
Piotr Niedźwiedzki (ur. 2 czerwca 1993 w Wałbrzychu) – polski koszykarz grający na pozycji środkowego lub silnego skrzydłowego, obecnie zawodnik Górnika Trans.eu Zamku Książ Wałbrzych.

## Życiorys
Pod koniec czerwca 2015 podpisał umowę z zespołem Turowa Zgorzelec. 27 stycznia 2016 roku zawarł kontrakt z zespołem BM Slam Stali Ostrów Wielkopolski.
21 sierpnia 2017 został zawodnikiem I-ligowej Siarki Tarnobrzeg.
12 lipca 2018 dołączył, po raz kolejny w karierze, do Górnika Trans.eu Wałbrzych. 11 czerwca 2019 podpisał umowę z I-ligowym WKK Wrocław.
Pod koniec 2019 roku został powołany do Reprezentacji Polski 3x3.
15 czerwca 2021 dołączył do PGE Spójni Stargard. 12 grudnia 2021 został zwolniony.

## Osiągnięcia
Stan na 25 maja 2023.

### Drużynowe
- Zdobywca pucharu Polski PZKosz (2014)[9]
- Wicemistrz:
  - I ligi (2023)[10]
  - Polski kadetów (2009)[11]

### Indywidualne
- MVP:
  - pucharu Polski PZKosz (2014)[9]
  - I ligi (2020)[12]
  - grupy D II ligi (2017)[13]
  - miesiąca I ligi (luty 2022, styczeń 2023)[14][15]
- Zaliczony do I składu:
  - I ligi (2019, 2020)[16][12]
  - mistrzostw Polski kadetów (2009)
- Lider:
  - strzelców I ligi (2020 – 20,1)[17]
  - I ligi w:
    - zbiórkach (2019, 2020)
    - blokach (2019–2021, 2023)

  - II ligi w blokach (2015)
- Uczestnik meczu gwiazd Europy U–18 (2011)[18]

### Reprezentacja
- Wicemistrz świata U–17 (2010)[19]
- Uczestnik[19]:
  - mistrzostw Europy:
    - U–18 (2010 – 6. miejsce, 2011 – 6. miejsce)
    - U–16 (2008 – 14. miejsce, 2009 – 4. miejsce)
    - U–20 dywizji B (2012 – 5. miejsce)

  - mistrzostw świata U–19 (2011 – 7. miejsce)